# Dapsa limbata
Dapsa limbata es una especie de coleóptero de la familia Endomychidae.

## Distribución geográfica
Habita en el Cáucaso.